# Rōjū
Els rōjū (老中, lit. : ancià), durant el govern del shogunat Tokugawa, al Japó del segle xvii, eren uns càrrecs governamentals d'alt rang. Estaven organitzats en un consell, que estava dirigit o pel primer rôjû o pel tairō.